# Toyota iQ

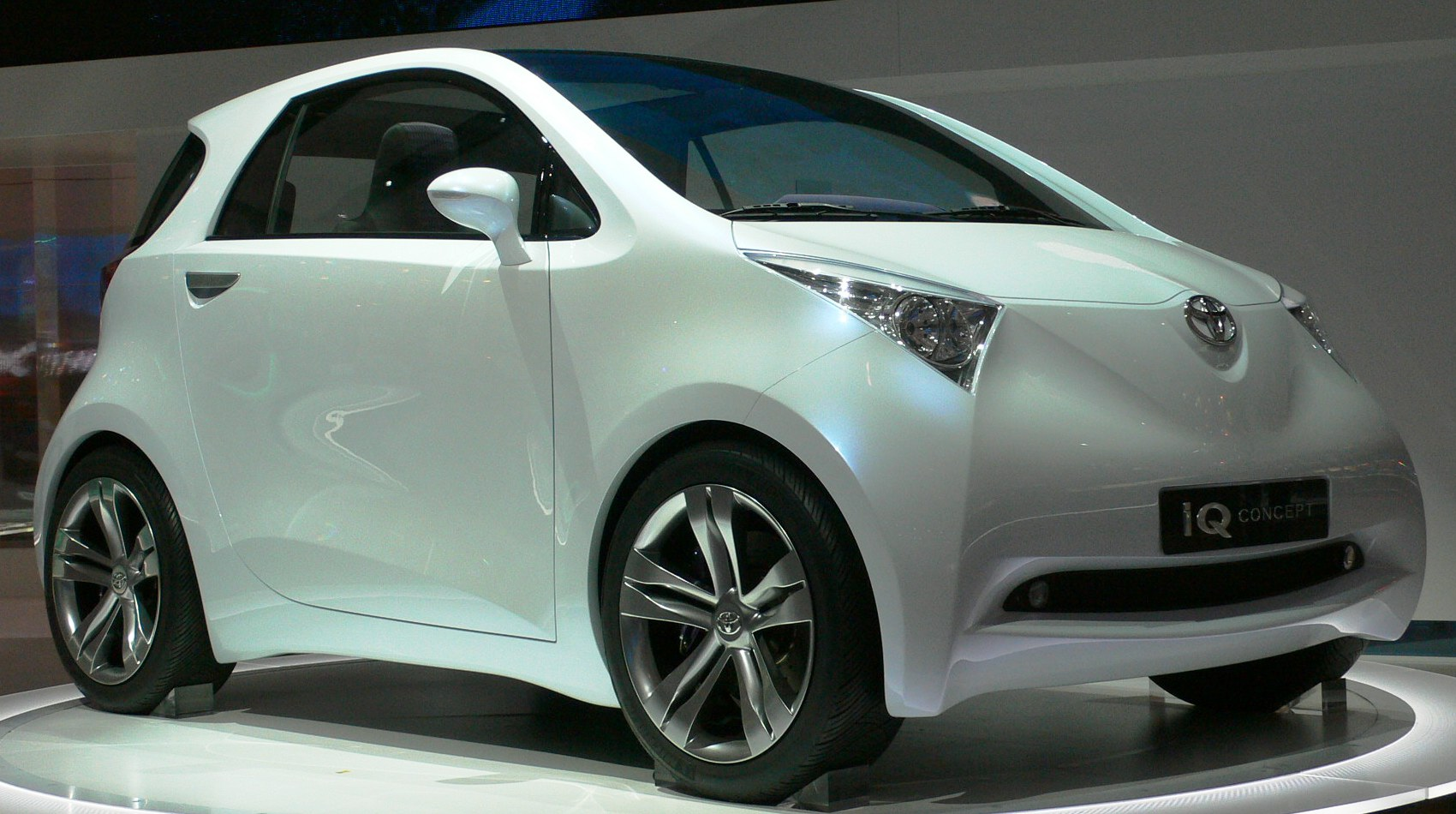
Toyota iQ Concept

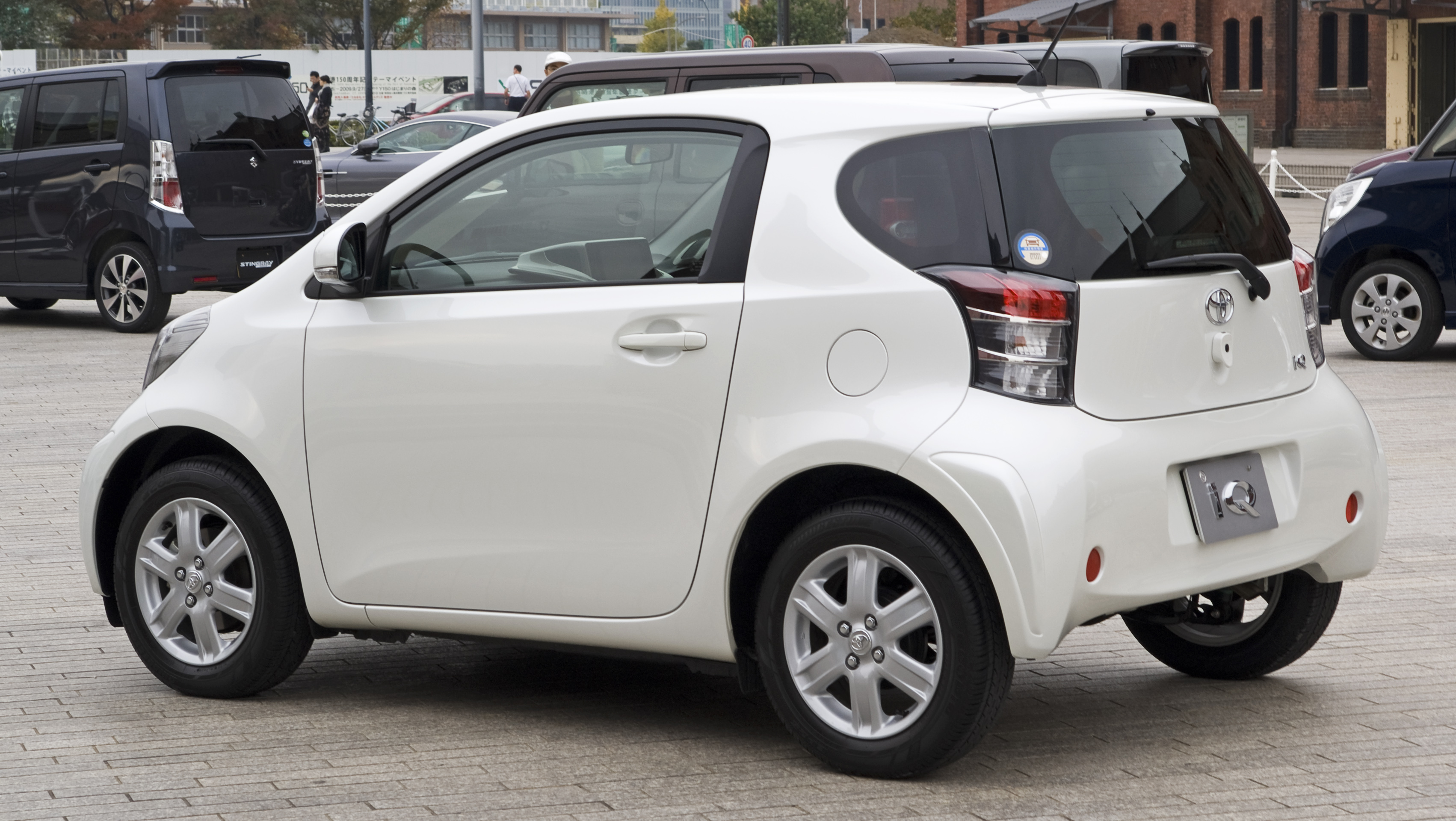
Parte Trasera del iQ.

El Toyota iQ es un microcoche del fabricante japonés Toyota se puso a la venta en Europa en junio de 2009. Se exhibió por primera vez como prototipo en el Salón del Automóvil de Frankfurt de 2007, y la versión de producción se reveló en el Salón del Automóvil de Ginebra de 2008.
Inicialmente diseñado en el desarrollo del diseño de Toyota en Europa (Toyota ED 2), en el estudio de diseño de Toyota en Niza, Francia, el iQ era el Toyota más pequeño del mundo con cuatro asientos. Al igual que el Smart Fortwo (que es más corto y tiene dos plazas), el iQ es mucho más costoso que la gran parte de los modelos del segmento A, como el Fiat 500, el Smart Fortwo y el propio Toyota Aygo, que es 400 mm más largo.
El nombre iQ hace referencia a las siglas en inglés del coeficiente de inteligencia. Fue nombrado Automóvil Ecológico Mundial del Año 2009. Los informes de los ingenieros de Toyota comentaron que la plataforma del iQ serviría como base de la tercera generación del Toyota Yaris. En el Salón del Automóvil de Nueva York de 2009, se exhibió una versión modificada del iQ bajo la marca Scion. Toyota vendió el modelo en Estados Unidos bajo esa marca.

## Diseño
Hizo hincapié en el diseño del Smart Fortwo, respeto al medio ambiente, y máximo provecho del espacio interior. Cuenta con un radio de giro de 3,9 metros. Las características específicas de diseño del iQ, como el parabrisas ubicado muy cerca del paragolpes, maximiza el espacio de cabina. Estos incluyen el depósito de combustible, un diferencial de nuevo desarrollo, en ángulo radicalmente nuevo para la suspensión trasera y amortiguadores, y un tablero de instrumentos miniaturizados significativamente con todo el equipamiento que se ofrecía en ese tipo de coches en esa época.
El iQ incluía nueve airbags, incluyendo uno en la ventana trasera para proteger a los pasajeros de asiento trasero. El techo solar panorámico de cristal que llevaba la versión conceptual,se incluyó en el modelo de producción. El iQ logró las cinco estrellas en la prueba de seguridad de EuroNCAP.

## Mecánica
En Europa, el iQ se ofrecía con dos motores a gasolina : uno de 1.0 y otro de 1.33 litros. Las emisiones de dióxido de carbono en el motor gasolina 1.0 son de 99 g/km. El 1.0 es un tres cilindros de 997 cm³ de cilindrada que desarrollaba una potencia máxima de 68 CV (50 kW), un par motor máximo de 91 Nm a 4800 rpm, y le permitía acelerar de 0 a 100 km/h en 14,1 s. El iQ lograba un consumo de 4,3 L/100 km según la normativa de la Unión Europea.